# 마이크로소프트 비주얼 C 샤프
마이크로소프트 비주얼 C#(Microsoft Visual C#)는 마이크로소프트가 제공하는 C 샤프 프로그래밍 언어 규격의 기능이며 마이크로소프트 비주얼 스튜디오의 제품군에 포함되어 있다. 마이크로소프트사가 만든 C# 언어의 Ecma/ISO 규격에 기반을 두고 있다. 여러 개의 규격이 존재하지만 비주얼 C#은 이제까지 가장 많이 쓰이고 있는 것이다. 어떠한 환경에서는 C#을 비주얼 C#로 참조하는 경우도 있으니 주의할 것.
"비주얼"이라는 용어는 마이크로소프트 프로그래밍 언어의 브랜드 이름(비주얼 베이직, 비주얼 폭스프로, 비주얼 J#, 비주얼 C++)과 관련되어 있다. 이러한 모든 제품들은 그래피컬 IDE에 포함되어 있으며 윈도우 기반 응용 프로그램들의 고속 개발 도구를 지원한다.

## 같이 보기
- C#